# Шишина, Юлия Григорьевна
Юлия Григорьевна Шишина (12 июня 1929, Москва — 4 января 2018, там же) — российский врач-психиатр, журналист, поэтесса и художница.

## Биография
В 1953 году окончила II Московский мединститут и городскую ординатуру.
Соавтор А. Л. Чижевского по книгам «Солнце и мы» и «В ритме Солнца». В 1981 году в Праге в соавторстве с бывшим узником немецких концлагерей, врачом А. С. Аслановым, вышла книга «Антимедицина», о сути фашистской преступности в медицине. Кроме медицинской практики и научной деятельности Ю. Г. Шишина занималась и научной журналистикой. Она имеет свыше 150 опубликованных научно-популярных работ.
Ю. Г. Шишина — учредитель (1997) и учёный секретарь Центра ноосферной защиты имени академика Николая Зелинского в Москве. По одной из версий, ей принадлежит авторство термина «русский космизм». Как поэт публикуется с 1990 года.

## Сочинения

### Научные монографии
- Чижевский А. Л., Шишина Ю. Г. В ритме Солнца. М., 1965.
- Anatoliy Aslanov, Julie Šišinová. Medicína na scestí = Originální název: Rastlenije mediciny (чешск.) / Překlad: Igor Vlček, Alena Vlčková. — Praha: Avicenum, 1981. — 144 с. — 4 000 экз.[6]

### Статьи
- Всемирная симпатия. Интервью с А. Л. Чижевским // Наука и жизнь, № 5, 1963.
- Преступления антимедицины (недоступная ссылка) // Наука и жизнь, № 5, 1970. (в соавторстве с А Аслановым)
- Второе дыхание (о М. И. Перельмане) // Наука и жизнь, № 6, 1974.
- Психодизайн — XXI // Наш современник, 1991, № 8.
- Генетическая война // Экономическая и философская газета, 14.09.2006.
- Смерть в технозое // Экономическая и философская газета, 25.10.2006.

### Сборники стихов
- Азбука цветов. М., 1997.
- Сны. М.: Институт ДИ-ДИК, 1999.
- Андерсен XXI (философско-поэтический цикл из 12-ти «сказок для взрослых»). Рязань, 2000.
- Рука. М., 2004.
- Технозой. М.: Русский Вестник, 2011.